# Juan Manuel del Barrio
Juan Manuel del Barrio (Villarejo del Seco, 1719 - Cuenca, 24 de diciembre de 1794) fue un compositor y maestro de capilla español.

## Vida
Las primeras noticias de Juan Manuel del Barrio son de su ingreso en el colegio de San José de la Catedral de Cuenca como infantillo del coro en 1731. En el colegio fueron sus maestros de música José y Joaquín Ignacio de Nebra. Permaneció en el colegio hasta 1736 y hasta 1740 desempeñó el cargo de acólito. En 1740 partió a Madrid a ampliar sus estudios musicales. Al fallecer el primero organista Francisco Javier de Nebra el 4 de julio de 1741, el cabildo conquense le ofreció el cargo, pero Barrio rechazó el ofrecimiento considerando que no estaba preparado. Finalmente fue nombrado José Martínez, el organista segundo.
En 1745 Barrio regresó a Cuenca para trabajar de organista segundo y profesor de música en el Colegio de San José. El 4 de diciembre de 1748 falleció el maestro de Cuenca y rector del Colegio, José Antonio Nebra Mezquita, y el cabildo nombró a Barrio par cubrir las vacantes. Para cubrir el cargo de organista segundo, que quedaba vacante, se eligió a Antonio Barrera. Barrio permanecería en el magisterio hasta el 3 de abril de 1753, cuando, tras el fallecimiento del organista primero, José Martínez, solicitó la organistía. Aunque permaneció de forma interina en el cargo hasta que se pudiera elegir a un nuevo candidato, poco después, el 27 de junio de 1753, Antonio Ripa era nombrado maestro de capilla de Cuenca.
Juan Manuel del Barrio estrenó los nuevos órganos construidos por el organero Julián de la Orden en la Catedral. Los órganos habían quedado destruidos tras un incendio y los nuevo pudieron escucharse en 1768. Barrio permanecería en el cargo de organista primero hasta su fallecimiento, pero en marzo de 1758, tras la partida de Ripa al Monasterio de las Descalzas Reales en Madrid, Barrio tuvo que ocupar el magisterio conquense dos meses y medio hasta la llegada del muevo maestro, Francisco Morera.
Fallecería en Cuenca el 24 de diciembre de 1794, siendo sustituido como organista primero por Alfonso Humana.

## Obra
Según los musicólogos Pedrell y Anglés, la obra de Barrio fue alabada por Francisco Valls.
De Barrio se conservan en la Catedral de Orihuela. En la Catedral de Cuenca se conservan una misa a ocho voces, una lamentación y villancicos.